# Пересилання в секунду
ГТ/с (англ. GT/s) — це скорочення від англ. giga-transfers/second (мільярдів пересилань в секунду). Найчастіше використовується як чисельна характеристика швидкості роботи з оперативною пам'яттю процесорів Intel, що підтримують технологію Intel QuickPath.

Іноді скорочення ГТ/с зустрічається в описі материнських плат. У цьому випадку йдеться про максимально можливе значення ГТ/с.
Реальна швидкість роботи пам'яті буде залежати від процесора, який буде поставлено на цю материнську плату.
Одне пересилання може містити 16 біт, отже, якщо для процесора вказана швидкість в 6,4 ГТ/с, то теоретична сумарна пропускна здатність одного з'єднання — 25,6 гігабайта на секунду (тобто 12,8 ГБ/с в кожну сторону); при цьому один процесор може мати кілька з'єднань.
Раніше для характеристики швидкості використовували одиницю МТ/с (megatransfer/second), тобто мільйон пересилань в секунду. SCSI (інтерфейс малих комп'ютерних систем) потрапляє в «мегатрансферний» діапазон швидкості передачі даних, в той час, як нові шинні архітектури, такі як front side bus, QuickPath Interconnect, PCI Express і HyperTransport працюють на швидкості в декілька ГТ/с.